# Wodniczka (ptak)
Wodniczka (Acrocephalus paludicola) – gatunek niewielkiego ptaka wędrownego z rodziny trzciniaków (Acrocephalidae), wcześniej zaliczany do pokrzewkowatych (Sylviidae). Obecnie zamieszkuje już tylko środkową i wschodnią Europę w pasie klimatu umiarkowanego; zimuje w zachodniej Afryce. Jest gatunkiem narażonym na wyginięcie, na całym świecie żyje zaledwie kilkanaście tysięcy par. Nie wyróżnia się podgatunków.

## Występowanie
Obecnie wodniczka w sezonie lęgowym występuje głównie w Polsce, na Białorusi, Litwie i Ukrainie, wyjątkowo rzadka w Niemczech; około 2011 roku wymarła na Węgrzech, prawdopodobnie wymarła też w zachodniej Rosji.
Jeszcze w początkach XX wieku zasięg występowania wodniczki obejmował dużą część Europy zachodniej i środkowej (Holandia i Belgia, Niemcy, Bałkany) oraz zachodnią Syberię. Od lat 60. i 70. obserwuje się drastyczny spadek jej liczebności, a w wielu rejonach całkowity zanik. Jest to spowodowane przede wszystkim kurczeniem się odpowiednich miejsc lęgowych – człowiek osusza tereny podmokłe, reguluje rzeki, rozbudowuje infrastrukturę komunikacyjną i na inne sposoby przekształca środowisko naturalne. Z drugiej strony, łąki bagienne na których zaniechano wypasu bydła lub wykaszania zarastają trzciną i krzewami, co również nie jest korzystne dla wodniczki.
Wodniczka zimuje w zachodniej Afryce, jednak dokładne miejsca zimowania są słabo poznane. Ostatnie badania wskazują na Park Narodowy Oiseaux du Djoudj w Senegalu, na wydmach porośniętych dzikim ryżem. Przeloty IV–VI i VII–X. Rejestrowanie zaobrączkowanych ptaków skłoniło naukowców (De By, 1990) do wysunięcia teorii o nietypowej trasie wędrówki wodniczek: ptaki nie migrują bezpośrednio na południe, ale najpierw „krótkimi skokami” udają się na zachód – w kierunku Francji, Belgii i Holandii, zatrzymując się na terenach zasobnych w pożywienie. Zebrawszy odpowiednią ilość tłuszczu, rozpoczynają jednorazową dłuższą wędrówkę na południe, przez Półwysep Iberyjski do Afryki.
W Polsce jest to nieliczny ptak lęgowy głównie na północy i wschodzie kraju. W 1997 roku jej liczebność szacowano na 2900–2950 śpiewających samców, w latach 2013–2018 (dzięki podjętym działaniom ochrony czynnej) na 3200–4500 śpiewających samców. Jest to największe skupisko wodniczki w Unii Europejskiej. Według danych BirdLife International z 2015 roku, w Polsce gniazdowało 29% europejskiej (a tym samym światowej) populacji, 42% populacji żyło na Białorusi i ok. 27% na Ukrainie. Jeszcze kilkadziesiąt lat temu obserwowano gniazdowanie wodniczki niemal na całym niżu, wzdłuż dolin rzecznych, nad zalewami i na podmokłych łąkach; większość tych stanowisk jednak już zanikła. Obecnie (2020) najliczniej występuje na Bagnach Biebrzańskich (około 80% krajowej populacji). Inne, izolowane stanowiska znajdują się w dolinie Narwi, Poleskim Parku Narodowym (Bagnie Bubnów), na torfowiskach węglanowych pod Chełmem, a bardzo nielicznie występuje w północno-zachodniej części kraju – na Bagnach Rozwarowskich i w rejonie Delty Świny (rezerwat społeczny Karsiborska Kępa). Gatunek ten skrajnie nielicznie występuje także nad Nerem, na terenie użytku ekologicznego „Dąbskie Błota” w powiecie kolskim, który leży w obrębie sieci obszarów specjalnej ochrony Natura 2000; w 2007 roku stwierdzono tam 14 par, a w 2008 – 4.

## Morfologia
WyglądObie płci ubarwione jednakowo. Podobna do rokitniczki, lecz przez środek głowy biegnie biały pasek otoczony z obydwu stron paskami w kolorze czarnym. Przez górną część oka przebiega biała brew. Wierzch ciała brązowy, ale w porównaniu do rokitniczki ma odcień bardziej piaskowy i ciemniejsze, intensywne kreskowanie, podkreślone jaśniejszymi pasami. Kuper rdzawy, brązowo kreskowany. Spód ciała jasny, na piersi i po bokach drobno kreskowany.
Wymiary średniedługość ciała 13 cm
rozpiętość skrzydeł 19 cm
masa ciała 12 g

## Ekologia i zachowanie
BiotopWymagania siedliskowe bardzo wysokie. Zamieszkuje żyzne torfowiska, podmokłe, rozległe łąki porośnięte turzycą z nielicznymi krzewami oraz rozlewiska nie głębsze niż 10–15 cm.
GniazdoPodobne wielkością i usytuowaniem do gniazda rokitniczki, doskonale ukryte wśród roślinności, zawsze kilkadziesiąt centymetrów ponad powierzchnią gruntu lub wody. Samce są poligamiczne i w ogóle nie zajmują się potomstwem, dlatego też niektóre z nich opuszczają tereny lęgowe już na początku lipca.
Jaja

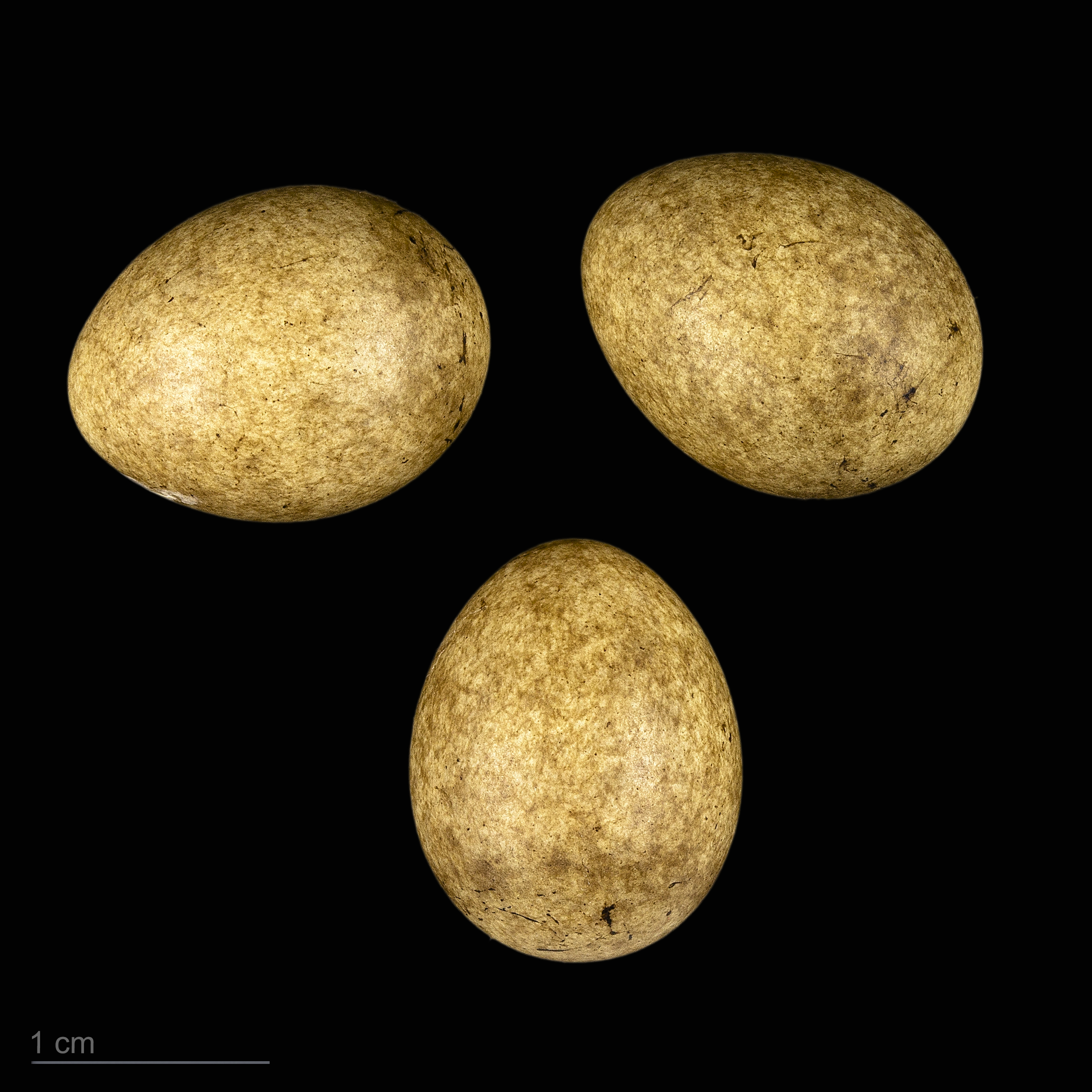
Acrocephalus paludicola

Bardzo podobne do jaj rokitniczki, o średnich wymiarach 16×12 mm. Składane są w liczbie 5–6 w połowie maja. U wodniczki coś takiego jak instytucja pary w ogóle nie istnieje. Gdy samica znajdzie samca, kopuluje z nim niekiedy nawet pół godziny. Samce wodniczki mają olbrzymie jądra i wielkie zbiorniki na nasienie, a w czasie kopulacji wprowadzają nasienie do układu rozrodczego samicy nawet siedem lub osiem razy. Gwarantuje to, że jaja przez nią złożone będą zapłodnione właśnie przez niego. Po rozłączeniu się partnerów samica powraca do budowanego przez siebie gniazda i w ciągu kilku godzin składa w nim pierwsze jajo. Następnego dnia udaje się na poszukiwanie samca, ale już innego. Takie zachowanie kontynuuje codziennie, aż do złożenia wszystkich jaj w lęgu. Każde z jaj może być zapłodnione przez innego samca.
Wysiadywanie, pisklętaOd złożenia ostatniego jaja trwa przez ok. 14 dni. Młode opuszczają gniazdo po ok. 18 dniach. Opieką nad młodymi zajmuje się tylko samica. Samce w okresie lęgowym śpiewają i nie zajmują się gniazdem.
PożywienieWyłącznie drobne owady.

## Status i ochrona
IUCN uznaje wodniczkę za gatunek narażony na wyginięcie (VU, Vulnerable) nieprzerwanie od 1994 roku. Liczebność światowej populacji w 2012 roku szacowano na 22–32 tysiące dorosłych osobników. Trend liczebności populacji uznawany jest za spadkowy.
Na terenie Polski wodniczka jest objęta ścisłą ochroną gatunkową i wymaga ochrony czynnej. Na Czerwonej liście ptaków Polski została sklasyfikowana jako gatunek narażony na wyginięcie (VU). Polska jest sygnatariuszem europejskiego porozumienia w sprawie ochrony wodniczki, podpisanego w lipcu 2004 roku.
Projekt pod nazwą „Ochrona wodniczki w Polsce i Niemczech” trwał od 2005 do listopada 2011 roku i dysponował budżetem 5,4 mln euro, z czego 75 proc. sfinansował unijny fundusz LIFE-Nature. Był to największy do tej pory program ochrony gatunkowej zrealizowany w Polsce. Realizacją polskiej części planu ochrony zajmowało się (wraz z partnerami) Ogólnopolskie Towarzystwo Ochrony Ptaków. Jego działania obejmowały:
- monitoring, polegający na regularnych i porównywalnych kontrolach w znanych i potencjalnych stanowiskach występowania. W 2009 roku wykonano pełną ogólnopolską inwentaryzację liczebności i rozmieszczenia wodniczki w Polsce[17].
- wykup terenów, na których występuje wodniczka, i tworzenie tam rezerwatów ornitologicznych. Pierwszy tego typu społeczny rezerwat powstał już w 1993 roku na 177 ha podmokłych łąk na Kępie Karsiborskiej u ujścia Odry. W rezerwatach jest prowadzona gospodarka zapobiegająca niepożądanemu zarastaniu wysoką roślinnością: wypas zwierząt i koszenie łąk lub trzcinowisk. W ramach projektu wprowadzono specjalnie zaprojektowane prototypy kosiarek, będące odpowiednio przystosowanymi ratrakami na gąsienicach. Są one w stanie skosić 5–10 hektarów dziennie, wraz z zebraniem pokosu, usuwają też krzewy[17]. Ponadto podjęto działania mające na celu przywrócenie prawidłowych stosunków wodnych. W związku z programem ochrony wodniczki OTOP zakupił ok. 1000 ha podmokłych łąk na terenie i w pobliżu Biebrzańskiego Parku Narodowego. W sumie powstały liczące łącznie 42 tys. ha enklawy dla wodniczki w 9 lokalizacjach – jedna w Niemczech, 6 na Pomorzu Zachodnim i 2 w Dolinie Biebrzy[17].
- edukację i inne działania mające na celu zwiększenie świadomości konieczności ochrony gatunku w Polsce.
- tworzenie mechanizmów prawnych i finansowych, zapewniających właściwe utrzymanie terenów będących siedliskiem wodniczki.